# Egzon
Egzon ili ekson (od grč. ἔξω: izvan, vanjski) jest kodirajuća sekvencija koju sadrži eukariotski gen. Drugi dio jest nekodirajuću DNK koja predstavlja introne.
Kad su znanstvenici gotovo u potpunosti uspjeli sekvencirati ljudski genom 2003. godine, uvidjelo se da se broj gena i bjelančevina ne poklapa, što je potvrdilo teoriju da jedan gen kodira više bjelančevina, a ne samo jednu. I egzoni i introni se prepisuju kad se mRNK stvara po DNK kalupu. Introne potom izrezuju bjelančevine odgovorne za nastajanje takozvane zrele mRNK iz koje potom procesom translacije (prevođenja) stvaraju bjelančevine. Egzoni se u procesu izrezivanja introna mogu različitim redoslijedom povezati. Baš zato nastaju različite mRNK, a time i različite bjelančevine.
Egzon je bilo koji dio gena koji će kodirati završni dio zrele RNK koju je proizveo taj gen nakon što su introni uklonjeni izrezivanjem RNK. Pojam egzon se odnisi i na niz DNK unutar gena i odgovarajućem nizu u prijepisima RNK. U izrezivanju RNK, introni su uklonjeni a egzoni su kovalentno združeni jedan drugome kao dio stvarajuće zrele glasničke RNK. Kao što cijeli skup gena neke vrste tvori genom, cijeli skup egzona tvori egzom.
Granicu egzona i introna kod izrezivanja (splicinga) predstavlja mjesto izrezivanja (splice site, Spleiß-Stelle)